# 广州市沙东中学
广州市沙东中学，是中華人民共和國廣州市已撤銷的一所學校，位于广州市越秀区水荫一横路38号，创办于1988年，占地面积为13000多平方米，是广州市一级学校。原广州市市长朱森林为学校题写了校名。
2006年6月20日，广州市沙东中学與广州市恒福中学合併后撤銷。
2019年，广州市恒福中学高中部（水蔭路校址，原廣州市沙東中學）并入广州市第十六中学变为水蔭校區，原恆福中學初中部（恆福路校址）則改爲“广州市第十六中学实验学校”。

## 荣誉
- 连续五年高中毕业班工作二等奖
- 1997学年广州市中学课间操、队列操二等奖
- 1997年广州市中学田径运动高中组团体第一名
- 沙东中学团委-1998学年度广州市教育系统先进团委
- 沙东中学团委-1998学年度广州市教育系统先进团委
- 少先队大队部-广州市教育团工委1998学年度优秀大队部
- 1998年广州市队形队列操比赛一等奖
- 1998年广州市省编广播操比赛一等奖
- 广州市2000年度无偿献血先进集体
- 中共沙东中学支部-2000年东山区教育系统先进单位
- 沙东中学团委-1998-2000年东山区“扶贫助学”先进集体
- 沙东中学团委-2000年度东山区先进团委
- 沙东中学少先队大队部-2000学年度东山区红旗大队
- 2000年广州市第八届学校合唱节校际比赛二等奖
- 沙东中学红十字会-2000年红十字会卫生救护大赛一等奖
- 2000年广州市第八届学校合唱节班际比赛二等奖
- 广州市2001年度无偿献血先进集体
- 2000学年广州市招飞先进单位
- 2000年迎九运广州市第三届少年儿童艺术节一等奖
- 东山区1998—2000年精神文明建设文明单位
- 2001年东山区中学生国庆阅兵军事训练二等奖
- 东山区中学2001学年广播操评比一等奖
- 2001年综合档案管理达省特级
- 2006年，與广州市恒福中学合併